# An American Family

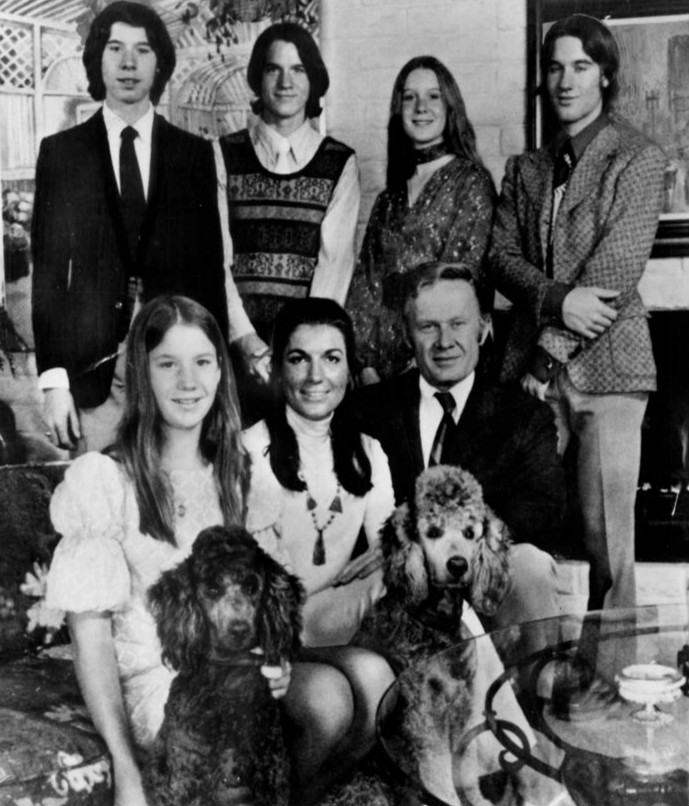
Die Familie Loud 1973 (rechts oben stehend: Lance Loud)

An American Family war eine Realityshow in den Vereinigten Staaten. Die Fernsehserie wurde 1971 aufgenommen und erstmals 1973 auf dem Fernsehsender PBS gesendet.
Die Serie hatte zwölf Episoden und gilt als die erste Realityshow in den Vereinigten Staaten.

## Inhalt der Serie
In der Serie wurde der Alltag einer Kernfamilie gesendet, der siebenköpfigen Familie Loud aus Santa Barbara in Kalifornien. Während der Dokumentation trennten sich die Eltern Bill (1921–2018) und Patricia („Pat“) Loud (1926–2021), woraufhin Pat die Scheidung beantragte. Bill und Pat hatten fünf Kinder. Eines ihrer Kinder, der 20-jährige Lance Loud, war homosexuell. Lance Loud trug gelegentlich Lippenstift und Frauenkleider und nahm seine Mutter in der zweiten Episode mit zu einer Dragshow. Zuschauer der Serie glaubten, dass Lance sein Coming Out im Fernsehen hatte. Von der Homosexualität Lance’ wusste die Familie Loud jedoch bereits vor der Produktion der Serie. Lance war der erste offen schwule Fernsehcharakter in den Vereinigten Staaten und wurde zu einer Ikone der US-amerikanischen Lesben- und Schwulenbewegung.
Die Fernsehserie erreichte über 10 Millionen Zuschauer – eine phänomenale Einschaltquote für das Jahr 1973 – und verursachte zu jenen Jahren eine gesellschaftliche Kontroverse in den Vereinigten Staaten. Die Fernsehserie wurde 1973 in den Medien heftig diskutiert und die Familie Loud erschien am 12. März 1973 in einer Ausgabe des Newsweek-Magazins auf dem Cover.
1979 wurde die Fernsehserie im Film Real Life parodiert. 1983 filmte PBS unter dem Titel American Family Revisited die Familie Loud erneut und ebenso im Jahre 2001 unter dem Titel Lance Loud, A Death in An American Family. Diese Show wurde von PBS 2003 gesendet. In dieser Sendung nahmen alle Familienmitglieder außer Lance Bruder Grant teil. Lance war in dieser Dokumentation mittlerweile 50 Jahre und HIV-positiv. Er verstarb noch im selben Jahr an Hepatitis C.
2002 wurde die Fernsehserie An American Family von TV Guide zu den besten 50 jemals produzierten Fernsehshows in den Vereinigten Staaten gewählt.

## Familienmitglieder der Fernsehserie
- William C. (Bill) Loud (1921–2018)
- Patricia (Pat) Loud (1926–2021)
- Lance Loud (1951–2001)
- Kevin Loud (geboren 1953)
- Grant Loud (geboren 1954)
- Delilah Loud (geboren 1955)
- Michele Loud (geboren 1957)